# 2. Hrvatska Nogometna Liga
De 2. Hrvatska Nogometna Liga is de derde hoogste voetbalcompetitie in Kroatië. Voorheen was de competitie bekend als 3. Hrvatska Nogometna Liga of 3. HNL. De competitie bestaat vanaf het seizoen 2022/23 uit 16 clubs. Tot en met het seizoen 2021/22 waren dit nog om en nabij de tachtig clubs. De competitie bestond uit vijf verschillende divisies, waar de beste clubs in promotiewedstrijden bepaalden wie mochten promoveren naar het tweede niveau. Voorafgaand aan het seizoen van 2022 vond er een herstructurering plaats waardoor er nu de eerdergenoemde 16 clubs actief zijn in deze competitie.
Recordkampioen is NK Vinogradar, met vijf kampioenschappen.